# Torneo di Vienna 1898

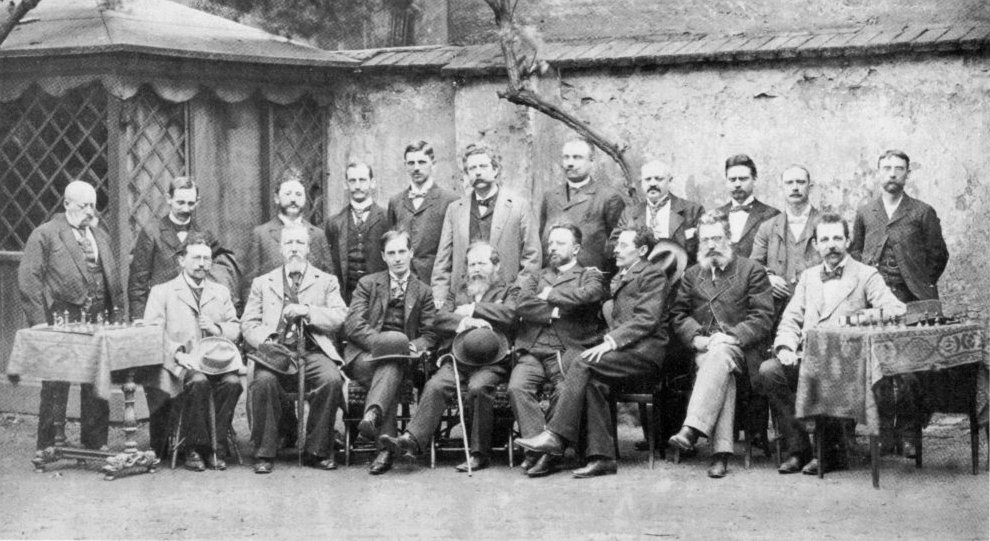
In piedi: Schwarz, Schlechter, Fahndrich, Caro, Maróczy, Showalter, Marco, Alapin, Halprin, Baird e Burn.
Seduti: Tarrasch, Blackburne, Pillsbury, Steinitz, Chigorin, Janowsky, Schiffers e Lipke.

Il Torneo di Vienna 1898 (chiamato anche Kaiser-Jubiläumsturnier) è stato un importante torneo internazionale di scacchi disputato a Vienna nel 1898.

## Storia
Il torneo fu organizzato in occasione del 50º anniversario di regno dell'Imperatore Francesco Giuseppe e fu organizzato e finanziato dal barone Albert Salomon von Rothschild (che aveva finanziato anche i tornei del 1873, 1882 e in seguito quelli del 1903 e del 1908, in occasione del 60º anno di regno dell'Imperatore). 
L'imperatore ricevette personalmente i giocatori il 31 maggio 1898 e il torneo si tenne dal 1 giugno al 25 luglio nelle stanze del Wiener Schachklub; il torneo fu diretto da Hugo Fahndrich.
Al torneo presero parte venti maestri di tutto il mondo (tra i grandi giocatori del periodo furono assenti solo Emanuel Lasker e Rudolf Charousek), la formula stabilita fu il girone all'italiana con partite di andata e ritorno, le partite si disputavano sul tempo delle due ore per le prime trenta mosse e un'ora per ogni successivo gruppo di quindici mosse.
All'inizio del torneo era presente anche Adolf Schwarz (per l'Austria Ungheria) ma si ritirò dopo otto partite.
Il torneo vide la vittoria a pari merito del tedesco Tarrasch e dell'americano Pillsbury, poiché negli scontri diretti i due avevano ottenuto una vittoria per parte si rese necessario realizzare uno spareggio. Le quattro partite di spareggio si disputarono tra il 27 e il 30 luglio e videro la vittoria del tedesco per 2,5-1,5.
Tarrasch vinse 6.000 corone (un premio considerevole per l'epoca) e Pillsbury 4.400.

## Classifica
| #  | Giocatore         | 1  | 2  | 3  | 4  | 5  | 6  | 7  | 8  | 9  | 0  | 1  | 2  | 3  | 4  | 5  | 6  | 7  | 8  | 9  | Tot. |
| -- | ----------------- | -- | -- | -- | -- | -- | -- | -- | -- | -- | -- | -- | -- | -- | -- | -- | -- | -- | -- | -- | ---- |
| 1  | Siegbert Tarrasch | ** | 01 | 10 | 1½ | 1½ | 1½ | ½1 | ½½ | ½1 | ½1 | ½½ | 11 | 11 | 11 | 1½ | 1½ | 11 | 11 | 1½ | 27½  |
| 2  | Harry Pillsbury   | 10 | ** | 10 | ½1 | 1½ | 10 | ½0 | 1½ | 01 | ½1 | 11 | 11 | 1½ | ½1 | 11 | 11 | 11 | 11 | 11 | 27½  |
| 3  | David Janowski    | 01 | 01 | ** | 11 | 1½ | 11 | 1½ | 00 | ½½ | 11 | ½0 | 11 | 1½ | 11 | 11 | 00 | ½1 | 11 | 11 | 25½  |
| 4  | Wilhelm Steinitz  | 0½ | 0½ | 00 | ** | ½1 | 10 | ½½ | 11 | 1½ | ½1 | ½½ | 01 | 11 | 11 | 01 | 1½ | 1½ | 11 | 11 | 23½  |
| 5  | Carl Schlechter   | 0½ | 0½ | 0½ | ½0 | ** | ½½ | 11 | ½½ | ½½ | ½1 | 0½ | 1½ | ½1 | 1½ | 11 | 0½ | ½1 | 11 | 11 | 21½  |
| 6  | Mikhail Chigorin  | 0½ | 10 | 00 | 01 | ½½ | ** | 10 | 01 | 1½ | 1½ | ½0 | 10 | 01 | 11 | 10 | 11 | 10 | 01 | 11 | 20   |
| 7  | Amos Burn         | ½0 | ½1 | 0½ | ½½ | 00 | 01 | ** | 1½ | 0½ | ½½ | ½½ | ½0 | ½0 | 11 | 01 | 11 | 1½ | 11 | 11 | 20   |
| 8  | Paul Lipke        | ½½ | 0½ | 11 | 00 | ½½ | 10 | 0½ | ** | ½½ | ½½ | ½0 | 1½ | 11 | 1½ | 0½ | ½1 | ½½ | 11 | ½½ | 19½  |
| 9  | Géza Maróczy      | ½0 | 10 | ½½ | 0½ | ½½ | 0½ | 1½ | ½½ | ** | ½½ | 1½ | 11 | ½½ | 01 | 0½ | 01 | 1½ | ½½ | 11 | 19½  |
| 10 | Simon Alapin      | ½0 | ½0 | 00 | ½0 | ½0 | ½0 | ½½ | ½½ | ½½ | ** | ½1 | 1½ | 11 | 00 | 10 | 11 | ½1 | 10 | 11 | 18   |
| 11 | Joseph Blackburne | ½½ | 00 | ½1 | ½½ | 1½ | ½1 | ½½ | ½1 | 0½ | ½0 | ** | ½½ | ½0 | 0½ | ½0 | ½½ | 00 | 11 | ½1 | 17   |
| 12 | Emanuel Schiffers | 00 | 00 | 00 | 10 | 0½ | 01 | ½1 | 0½ | 00 | 0½ | ½½ | ** | 0½ | 1½ | 11 | ½1 | ½1 | 11 | ½1 | 17   |
| 13 | Georg Marco       | 00 | 0½ | 0½ | 00 | ½0 | 10 | ½1 | 00 | ½½ | 00 | ½1 | 10 | ** | 11 | ½1 | 1½ | ½1 | ½1 | 10 | 16½  |
| 14 | Jackson Showalter | 00 | ½0 | 00 | 00 | 0½ | 00 | 00 | 0½ | 10 | 11 | 1½ | 01 | 00 | ** | ½1 | 11 | 11 | 01 | 10 | 15   |
| 15 | Carl Walbrodt     | 0½ | 00 | 00 | 10 | 00 | 01 | 10 | 1½ | 1½ | 01 | ½1 | 00 | ½0 | ½0 | ** | 00 | 11 | ½0 | 11 | 14½  |
| 16 | Alexander Halprin | 0½ | 00 | 11 | 0½ | 1½ | 00 | 00 | ½0 | 10 | 00 | ½½ | ½0 | 0½ | 00 | 11 | ** | ½½ | 1½ | ½1 | 14   |
| 17 | Horatio Caro      | 00 | 00 | ½0 | 0½ | ½0 | 01 | 0½ | ½½ | 0½ | ½0 | 11 | ½0 | ½0 | 00 | 00 | ½½ | ** | 11 | ½1 | 12½  |
| 18 | David G. Baird    | 00 | 00 | 00 | 00 | 00 | 10 | 00 | 00 | ½½ | 01 | 00 | 00 | ½0 | 10 | ½1 | 0½ | 00 | ** | ½1 | 8    |
| 19 | Herbert Trenchard | 0½ | 00 | 00 | 00 | 00 | 00 | 00 | ½½ | 00 | 00 | ½0 | ½0 | 01 | 00 | 00 | ½0 | ½0 | ½0 | ** | 4    |

## Spareggio
| # | Player                 | 1 | 2 | 3 | 4 | Total |
| - | ---------------------- | - | - | - | - | ----- |
| 1 | Siegbert Tarrasch      | 1 | 0 | 1 | ½ | 2½    |
| 2 | Harry Nelson Pillsbury | 0 | 1 | 0 | ½ | 1½    |